# 위백규
위백규(魏伯珪, 1727년~1798년)는 호남파 실학자이다.
본관은 장흥이며, 전라도 장흥부 계항동(지금의 장흥군 관산읍 방촌리)에서 태어났다. 영조 34년(1758) 한국최초로 세계지리서 겸 팔도지리서인 《환영지》를 작성하였으며, 이듬해에는 《정현신보》를 저술하여 당시 민정의 부패상을 신랄하게 비판·고발하고 제도상의 개혁을 주장하며 다산의 《목민심서》에 선구적 역할을 담당하기도 했다. 작품으로는 가사인 〈농가〉, 〈자회가〉, 〈권학가〉, 〈오륜가〉 등 90여 편이 전해오고 있다.

## 가족 관계
- 증조부 : 위동식(魏東寔)
  - 조부 : 위세보(魏世寶)
    - 아버지 : 위문덕(魏文德)
      - 동생 : 위백호(魏伯昊)
      - 동생 : 위백신(魏伯紳)
      - 동생 : 위백순(魏伯純)